# (21700) Caseynicole
(21700) Caseynicole (1999 RD72) – planetoida z grupy pasa głównego asteroid okrążająca Słońce w ciągu 4,17 lat w średniej odległości 2,59 j.a. Odkryta 7 września 1999 roku.